# Troy Corser

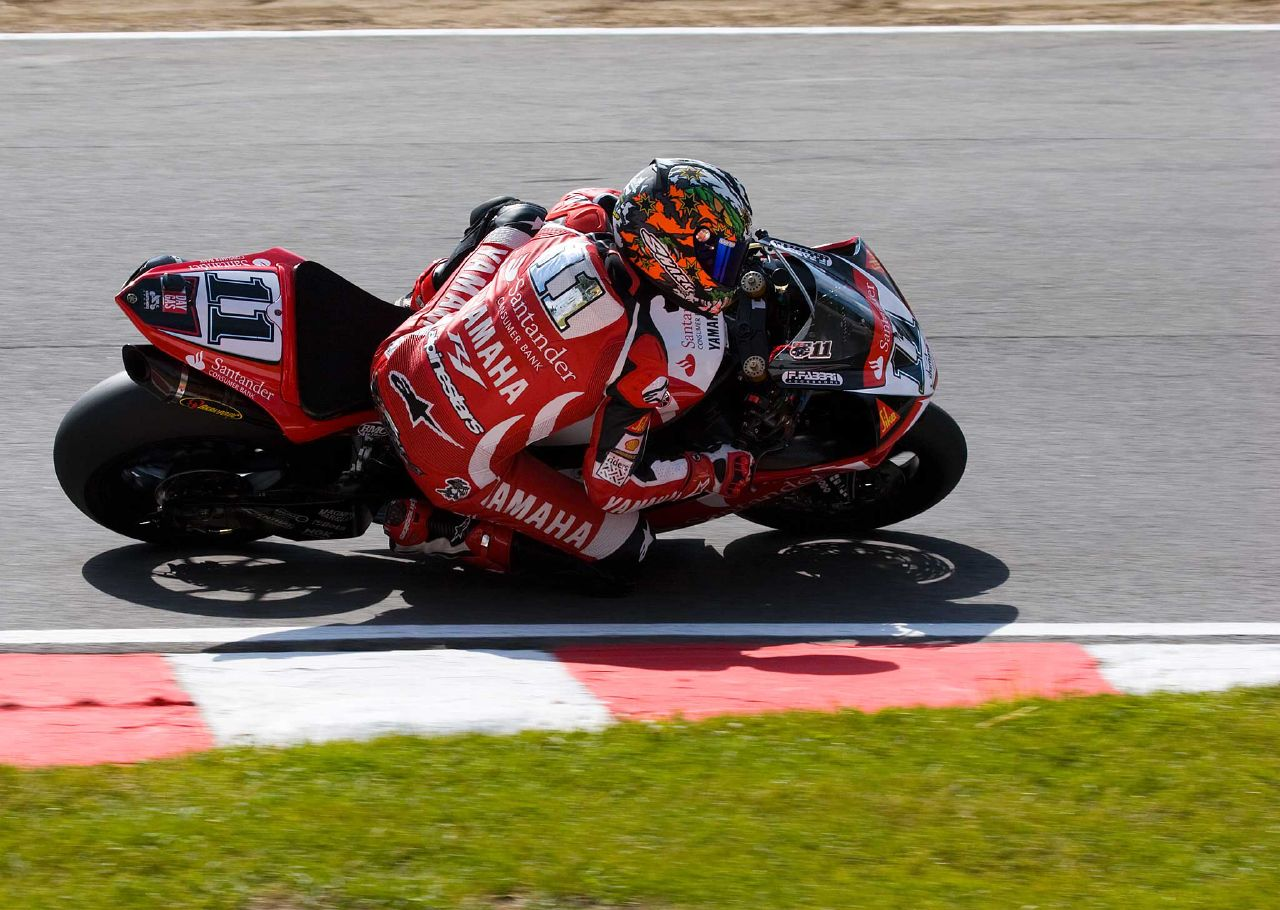
Corser på Brands Hatch 2007

Troy Corser, född den 27 november 1971 i Wollongong, är en australisk roadracingförare som blev världsmästare i Superbike 1996 för Ducati och 2005 för Suzuki.
Corser gjorde debut i Suberbike-VM 1992. 1993 blev han australisk suberbikemästare och 1994 amerikansk (AMA) superbikemästare. 1995 körde han för Ducati och etablerade sig i världseliten med andraplatsen i VM bakom Carl Fogarty. Han tog sin första heatseger hemma på Phillip Island 29 oktober 1995. 1996 föll alla bitar på plats och Corser blev världsmästare på en Ducati 916.
Efter VM-titeln 1996 gjorde Corser ett mindre lyckat år i 500GP. 1998 var han tillbaka i Superbike och blev trea i VM. En placering han upprepade 1999 (Ducati) och 2000 (Aprilia). Efter att ha kört Aprilia även 2001 valde Corser att skriva på för Carl Fogartys Petronas-team. Detta innebar mycket utvecklingsarbete och få framgångar. 2005 körde Corser en Suzuki GSX-R1000 och blev världsmästare igen efter att ha tagit ett tidigt grepp om VM-serien. Därefter skrev han på för Yamaha och blev femma i VM 2007 och tvåa 2008.  2009 tävlade Corser för BMW Motorrad Motorsport som, tillsammans med det gamla racing Teamet Alpha Technik (numera Alpha Racing), gjorde WSBK debut med BMW S1000RR. Corser fortsatte med BMW 2010 och 2011 och avslutade sedan sin Superbike-karriär.

## Segrar Superbike
| Nr | Bana           | Heat | År   |
| -- | -------------- | ---- | ---- |
| 1  | Salzburgring   | 2    | 1995 |
| 2  | Laguna Seca    | 2    | 1995 |
| 3  | Sugo           | 1    | 1995 |
| 4  | Phillip Island | 1    | 1995 |
| 5  | Donington Park | 1    | 1996 |
| 6  | Donington Park | 2    | 1996 |
| 7  | Brno           | 1    | 1996 |
| 8  | Brno           | 2    | 1996 |
| 9  | Brands Hatch   | 2    | 1996 |
| 10 | Albacete       | 1    | 1996 |
| 11 | Albacete       | 2    | 1996 |
| 12 | Laguna Seca    | 1    | 1998 |
| 13 | Brands Hatch   | 2    | 1998 |
| 14 | Phillip Island | 1    | 1999 |
| 15 | Phillip Island | 2    | 1999 |
| 16 | Nürburgring    | 2    | 1999 |
| 17 | Phillip Island | 2    | 1999 |
| 18 | Misano         | 1    | 2000 |
| 19 | Misano         | 2    | 2000 |
| 20 | Valencia       | 1    | 2000 |
| 21 | Laguna Seca    | 2    | 2000 |
| 22 | Valencia       | 1    | 2001 |
| 23 | Valencia       | 2    | 2001 |
| 24 | Losail         | 1    | 2005 |
| 25 | Phillip Island | 1    | 2005 |
| 26 | Phillip Island | 2    | 2005 |
| 27 | Valencia       | 1    | 2005 |
| 28 | Valencia       | 2    | 2005 |
| 29 | Monza          | 1    | 2005 |
| 30 | Brno           | 1    | 2005 |
| 31 | Brands Hatch   | 1    | 2005 |
| 32 | Losail         | 2    | 2006 |
| 33 | Phillip Island | 1    | 2006 |